# Chicalim
Chicalim é uma vila no distrito de Goa Sul, no estado indiano de Goa.

## Demografia
Segundo o censo de 2001, Chicalim tinha uma população de 7604 habitantes. Os indivíduos do sexo masculino constituem 58% da população e os do sexo feminino 42%. Chicalim tem uma taxa de literacia de 81%, superior à média nacional de 59,5%; a literacia no sexo masculino é de 86% e no sexo feminino é de 75%. 10% da população está abaixo dos 6 anos de idade.